# Dekanat Gdańsk-Śródmieście
Dekanat Gdańsk-Śródmieście – jeden z 24 dekanatów katolickich archidiecezji gdańskiej, obejmujący obszar gdańskich dzielnic Śródmieście oraz Orunia-Św. Wojciech-Lipce. Dziekanem jest proboszcz parafii św. Brygidy – ks. kan. mgr Ludwik Kowalski.

## Parafie
W skład dekanatu wchodzi 9 parafii:
1. Parafia Chrystusa Króla w Gdańsku – Gdańsk, ul. Franciszka Rogaczewskiego 55
2. Parafia Niepokalanego Poczęcia NMP w Gdańsku – Gdańsk, ul. Łąkowa 34 A
3. Parafia św. Apostołów Piotra i Pawła w Gdańsku – Gdańsk, ul. Żabi Kruk 3
4. Parafia św. Brygidy w Gdańsku (Bazylika Mniejsza) – Gdańsk, ul. Profesorska 17
5. Parafia św. Ignacego Loyoli w Gdańsku – Gdańsk, ul. Brzegi 49
6. Parafia św. Jana Bosko w Gdańsku – Gdańsk, ul. Gościnna 15
7. Parafia św. Mikołaja w Gdańsku (Bazylika Mniejsza) – Gdańsk, ul. Świętojańska 72
8. Parafia św. Wojciecha w Gdańsku – Gdańsk, ul. Trakt św. Wojciecha 440
9. Parafia Wniebowzięcia NMP w Gdańsku (Bazylika Mariacka, Konkatedra) – Gdańsk, ul. Podkramarska 5

## Kościoły rektorskie
- Parafia św. Brygidy w Gdańsku
  - Kościół św. Elżbiety – księża pallotyni
  - Kościół św. Jakuba – ojcowie kapucyni
  - Kościół św. Józefa – misjonarze oblaci
  - Kościół św. Katarzyny – ojcowie karmelici
- Parafia św. Mikołaja w Gdańsku
  - Kościół św. Jana Chrzciciela i św. Jana Apostoła
- Parafia św. Apostołów Piotra i Pawła w Gdańsku
  - Kościół Świętej Trójcy – ojcowie franciszkanie konwentualni

## Sąsiednie dekanaty
Gdańsk-Dolne Miasto, Gdańsk-Łostowice, Gdańsk-Siedlce, Gdańsk-Wrzeszcz, Pruszcz Gdański, Żuławy Steblewskie